# Flantse
La Flantse (orthographié parfois comme Flantze) est une pâtisserie typique de la Vallée d'Aoste.

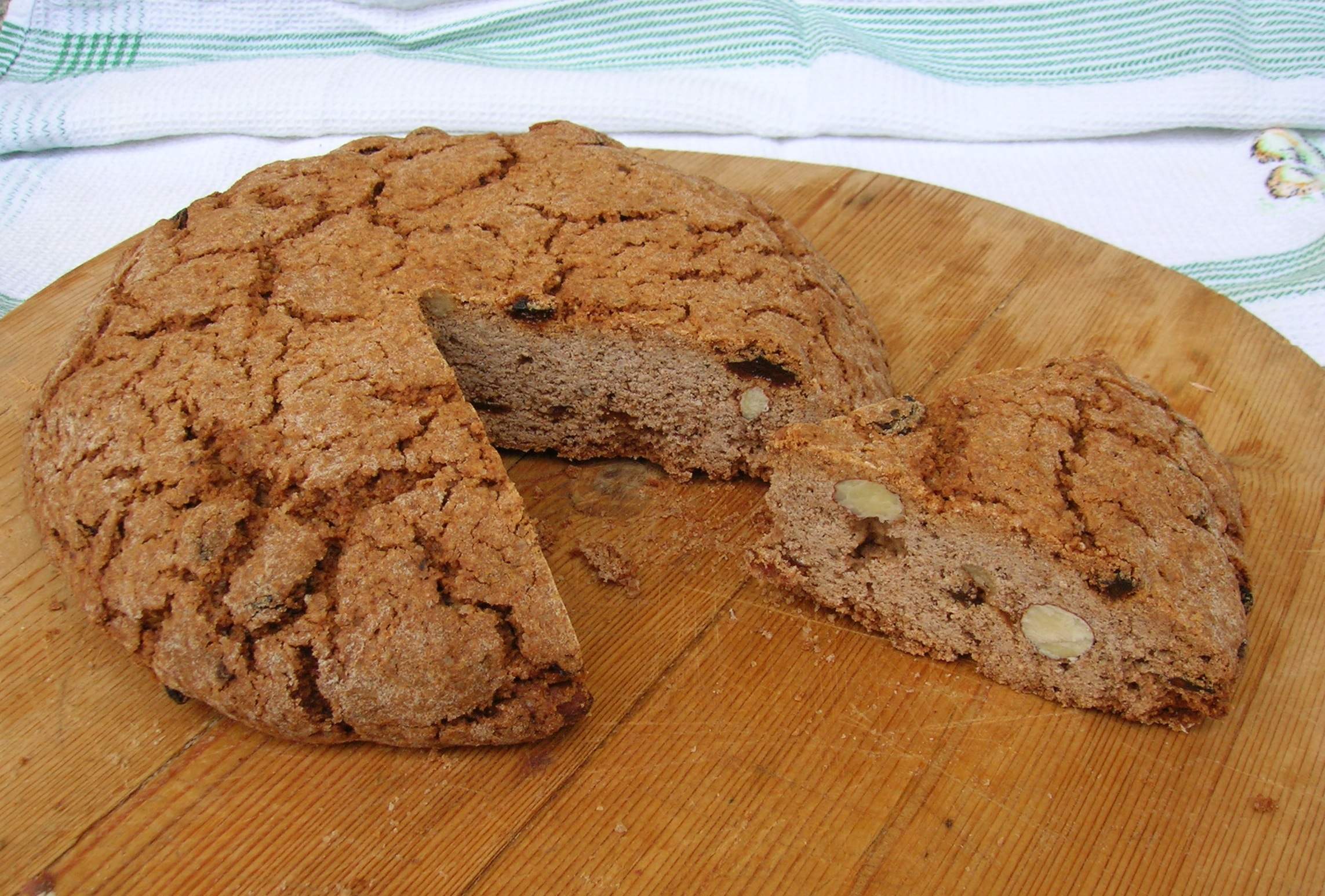
Une Flantse.

## Description
La flantse était autrefois préparée lors de la panification dans les fours communs des villages à partir de la même pâte utilisée pour le pain.
Elle constitue un cadeau pour les enfants ayant participé à la préparation du pain. Pour leur faire plaisir, les flantses sont souvent préparées en forme d'animaux.

## Ingrédients
- De la farine intégrale, d'habitude de seigle ou de froment ;
- des fruits secs ;
- du beurre.

La pâte est préparée avec du sucre et du raisin sec, des amandes, des noix et de l'écorce d'orange confite. Dans la production industrielle d'aujourd'hui, on ajoute de la farine blanche et du cacao.